# 아소카 (드라마)
《아소카》(영어: Ahsoka)는 디즈니+에서 2023년 8월부터 10월까지 방영된 미국의 드라마이다. 《스타워즈》 세계관 작품이자, 드라마 《만달로리안》의 스핀오프 작품이다. 배우 로사리오 도슨이 주인공 아소카 타노를 연기한다.